# Viermogendhedenakkoord over Berlijn

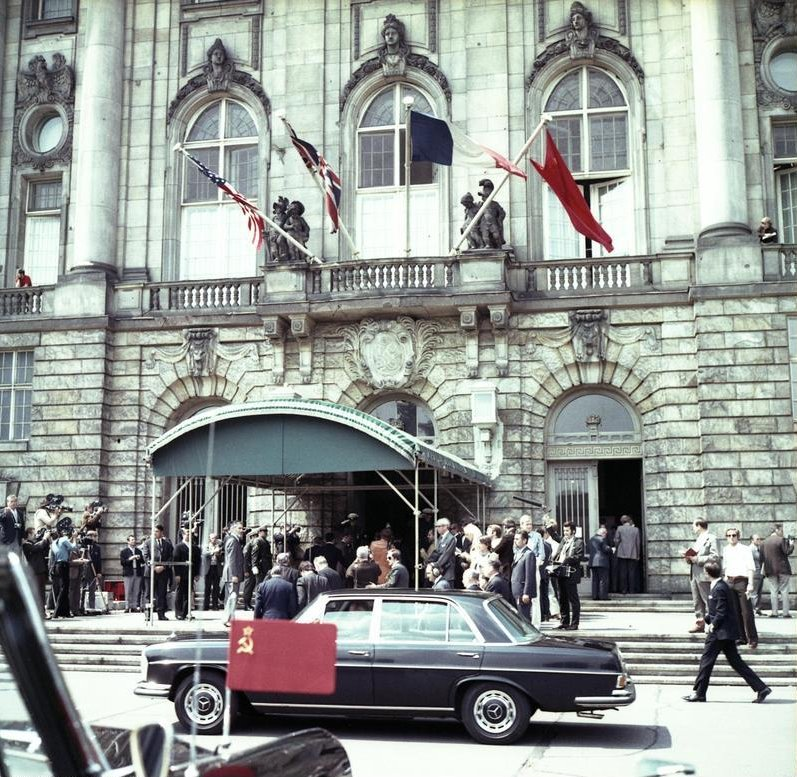
Aankomst van de ministers voor de ondertekening in West-Berlijn

Het Viermogendhedenakkoord over Berlijn is een verdrag dat de vier bezettingsmachten in Duitsland, de Verenigde Staten, het Verenigd Koninkrijk, Frankrijk en de Sovjet-Unie in 1971 sloten over de status van Berlijn. Het verdrag werd op 3 september 1971 ondertekend in het gebouw van de Geallieerde Controleraad in de Berlijnse wijk Schöneberg en trad op 3 juni 1972 in werking.

## Voorgeschiedenis: gedemilitariseerde status
Net als Duitsland, en (tot 1955 ook Oostenrijk en Wenen), was ook Berlijn in 1945 na het einde van de Tweede Wereldoorlog in Europa in vier zones opgedeeld, waarover de geallieerde troepen de controle behielden, op grond van de overeengekomen indeling in geallieerde bezettingszones in Duitsland. Dit bracht met zich mee dat de stad, die vrij snel ook een spil zou worden in de Koude Oorlog  bestuurlijk en militair een apart karakter had, waarop door de geallieerde mogendheden werd toegezien.
Na de capitulatie in 1945 mochten er op last van de geallieerden geen Duitse legereenheden meer in Berlijn worden gestationeerd. In de vier sectoren van de stad beschikten alleen de bezettende machten over strijdkrachten. Deze status zou echter pas na meer dan 25 jaar wettelijk bindend worden vastgelegd, middels de Viermogendhedenovereenkomst van 1971. 
Bij de oprichting van de Bondsrepubliek in 1949, toen nog bedoeld als een "voorlopige tijdelijke staat", werd gekozen voor het neutrale Bonn als nieuwe hoofdstad en zetel voor regering en parlement, maar toen als reactie daarop de DDR werd opgericht hield men daar vast aan (Oost-)Berlijn als hoofdstad.
De DDR omzeilde de bepalingen over de demilitarisering van Berlijn reeds door militaire eenheden van het Ministerie voor Staatsveiligheid en de grenstroepen in Oost-Berlijn te stationeren, die officieel zogenaamd geen deel uitmaken van het in 1956 in het leven geroepen Nationale Volksleger. Met regelmatige militaire parades van het Nationale Volksleger onderstreepte de DDR-leiding telkens haar aanspraak op militaire soevereiniteit in wat werd betiteld de "hoofdstad van de DDR". In Oost-Berlijn worden jonge mannen opgeroepen voor militaire dienst, terwijl West-Berlijn zich ontwikkelt tot een asiel voor jonge Duitse burgers die geen dienstplicht vervullen - en zich niet willen onderwerpen aan de procedure van gewetensbezwaren. Tot de hereniging van Duitsland is er geen dienstplicht in West-Berlijn. Soms werden dienstplichtigen die naar West-Berlijn waren gevlucht, gearresteerd en als straf naar West-Duitsland gevlogen.
Bij het eenzijdig uitroepen van de Duitse Democratische Republiek in 1949 werd Oost-Berlijn met steun van de Sovjet-Unie een deel van deze nieuwe, openlijk op communistische leest geschoeide DDR die zich beschouwde als afgescheiden van het deel van Duitsland dat viel onder de bezettingszones van de Westerse geallieerden. Deze status werd door de Westelijke mogendheden niet de jure erkend, maar de facto getolereerd. West-Duitsland beschouwde West-Berlijn als deel van de Bondsrepubliek, feitelijk als de twaalfde deelstaat; deze situatie werd door geen van de vier bezettingsmachten formeel erkend. De afgevaardigden van West-Berlijn hadden in het Duitse parlement geen stemrecht, de West-Berlijners hadden een eigen paspoort en hadden bij de herinvoering daarvan in 1955 geen dienstplicht in de Bundeswehr.

## West-Berlijn als toevluchtsoord voor dienstweigeraars 1956-1990
De gedemilitariseerde status van Berlijn zou onbedoeld en onvoorzien bijzondere moeilijkheden meebrengen voor West-Duitsland. In 1949 had de Parlementaire Raad van de nieuw opgerichte  Bondsrepubliek Duitsland (BRD) in de nieuwe Grondwet voorzien in de mogelijkheid van het uitwerken en opnemen van een wettelijke regeling voor de erkenning van principiële gewetensbezwaren tegen de vervulling van een militaire dienstplicht voor Duitse jongemannen, indien zij eventueel onder de wapenen zouden worden geroepen, Destijds in de beginjaren van de BRD was echter van een werkelijke herinvoering van een verplichte militaire dienst nog geen sprake. In 1951 ging men zich daarover evenwel alsnog beraden 
Dit zou veranderen toen de DDR reeds in 1952 een soort heimelijke voorloper van een openlijke militaire dienstplicht invoerde, de de Kasernierte Volkspolizei (KVP). Formeel betrof dit een militair getrainde oproerpolitie die ressorteerde onder het DDR-Ministerie van Binnenlandse Zaken.
Het verloop van de Koude Oorlog en met name het westelijk wantrouwen jegens het Warschau-Pact stimuleerde in de BRD een snel verlopende herbewapeningsdiscussie. Die discussie resulteerde erin dat op 12 november 1955 de Bundeswehr werd opgericht, die zou bestaan uit een kader van beroepsmilitairen aangevuld met dienstplichtige jongemannen na hun 18de levensjaar, die daartoe tijdelijk onder de wapenen werden geroepen. Tevens trad de BRD in 1955 ook toe tot de in 1949 opgerichte NAVO. Deze nieuwe algemene dienstplicht werd door de nieuwe NAVO-lidstaat effectief ingevoerd op 21 juli 1956. Directe familieleden van slachtoffers van het naziregime in 1933-1945 (meestal joden of homoseksuelen) werden bij de invoering van deze wet wel vrijgesteld van deze dienstplicht
De DDR had inmiddels op deze ontwikkeling gereageerd door de oprichting van de Nationale Volksarmee op 1 maart 1956. Daarmee werd de eerdere provisorische paramilitaire Kasernierte Volkspolizei ondergebracht bij het DDR-Ministerie van Defensie en snel omgevormd tot het leger van de DDR, de Nationale Volksarmee,
Op 1 april 1957, een half jaar nadat in het Oostblok de Hongaarse Opstand was neergeslagen en er inmiddels een nog sterkere consensus was gerezen voor de herbewapening, vond voor het eerst in West-Duitsland een oproeping plaats op basis van deze wet. Burgers van West-Berlijn waren echter vrijgesteld van de dienstplicht, aangezien West-Berlijn immers formeel niet tot de BRD behoorde. Veel jonge mannen verhuisden onmiddellijk na het behalen van hun middelbareschooldiploma naar Berlijn om daarmee de dienstplicht volledig te vermijden, en dienden dus niet in het leger en vervulden evenmin een alternatieve dienstplicht {Zivildienst).
Sinds die invoering van de West-Duitse militaire dienstplicht werd West-Berlijn dankzij de in 1945 door de geallieerde bezettingsmachten ingevoerde gedemilitariseerde zone onbedoeld een toevluchtsoord voor aanzienlijke aantallen jongemannen uit de Bondsrepubliek, die aan de vervulling daarvan wilden ontkomen. West-Duitse dienstplichtigen die niet verklaarden gewetensbezwaren te hebben en niet een alternatieve dienstplicht bij de civiele bescherming wilden vervullen, werden echter wel standaard opgeroepen voor militaire dienst bij de Duitse federale strijdkrachten. 
Hoewel de betreffende jongemannen nog dienstplichtig waren, konden de militaire indelingsraden hen vanwege de bijzondere status van de stad niet aanhouden en alsnog tot de vervulling van hun dienstplicht dwingen. Volgens schattingen ontliepen op deze manier 50.000 dienstplichtigen de West-Duitse militaire dienst. Een dienstplichtige die echter pas na ontvangst van het oproepingsbevel naar West-Berlijn vluchtte, werd meestal opgespoord met een arrestatiebevel en dat arrestatiebevel kon wel in West-Berlijn uitgevoerd. Diegenen onder hen die dan nog steeds volhardden in hun weigering werden vervolgens door de politie teruggebracht naar het grondgebied West-Duitsland, waar zij voor de keuze werden gezet alsnog als militair de dienstplicht of als eventuele gewetensbezwaarde de vervangende dienstplicht te vervullen, dan wel te worden bestraft. Om de dienstplicht met succes te vermijden door in West-Berlijn te blijven, was het voor de onwilligen noodzakelijk reeds vóór de verwachte oproeping van de dienstplicht naar Berlijn-West te verhuizen (die begon na de leeftijd van 17) en daar te blijven tot de leeftijdsgrens voor dienstplicht was bereikt.
Met de Duitse hereniging in 1990 kwam een einde aan de Sonderstatus met de vrijstelling van de militaire dienstplicht voor de ingezetenen van (voormalig) West-Berlijn.

## Inhoud
De situatie rond Berlijn lag dermate gecompliceerd dat de westelijke geallieerden en de Sovjet-Unie zelfs geen overeenstemming konden bereiken over het precieze bereik van het akkoord. Het akkoord bestond uit twee delen: een algemeen deel, waaronder de westelijke machten geheel Berlijn verstonden en de Sovjet-Unie slechts West-Berlijn, en een specifiek deel voor West-Berlijn. In de preambule van het akkoord werd vermeld dat het algemene deel geen invloed had op de rechtspositie van de betrokken partijen.
In het specifieke deel over West-Berlijn werd overeengekomen dat:
- Veranderingen in de status van Berlijn slechts mogelijk was met de instemming van alle vier de bezettingsmachten
- De Sovjet-Unie verplichtingen had met betrekking tot de vrije toegang van West-Berlijn via transitoroutes
- Dat er bijzondere verbindingen waren tussen West-Duitsland en West-Berlijn, maar dat West-Berlijn geen volwaardig deel van West-Duitsland was.

Ook werd een verbetering van de reis- en communicatiemogelijkheden overeengekomen tussen West- en Oost-Berlijn en tussen West-Berlijn en de DDR. Daarnaast werd overeenstemming bereikt over kleine grenscorrecties, waarbij onder meer de West-Berlijnse exclave Steinstücken een corridor kreeg naar West-Berlijn.
Het Viermogendhedenakkoord was een van de stappen in de normalisering van de betrekkingen tussen West- en Oost-Duitsland die in 1972 leidde tot het Grundlagenvertrag tussen beide staten.